# Долотково
Долотково — деревня в Павловском районе Нижегородской области. Входит в состав Грудцинского сельсовета. Пригород города Ворсмы.

## География
Деревня расположена в лесной местности на северо-востоке Мещёрской низменности вблизи озера Тосканка, примыкая к юго-восточной окраине Ворсмы.

## Население
| 2002 | 2010 |
| ---- | ---- |
| 106  | ↘96  |

## Инфраструктура
Личное подсобное хозяйство с зоной сельскохозяйственного использования, индивидуальная застройка усадебного типа.
Основа экономики — сельское хозяйство (птицеводство).

## Достопримечательности
Памятник «Погибшим воинам».

## Транспорт
Автобусное сообщение с райцентром. Остановка общественного транспорта «Долотково».